# 麥克斯威尼角
82°49′S 166°40′E / 82.817°S 166.667°E
麥克斯威尼角（英語：McSweeney Point），是南極洲的海岬，位於沙克爾頓海岸，美國地質調查局根據測量和美國海軍拍攝的空中照片繪入地圖，現時由南極條約體系管理。